# Škola zloslovija
Škola zloslovija (Школа злословия) è un film del 1952 diretto da Abram Matveevič Room.